# Miss Sahhara
Miss Sahhara (cách âm Miss saHHara, phát âm Sahara) là người Anh gốc Nigeria. Cô là một hoa hậu, người mẫu thời trang, ca sĩ/nhạc sĩ và một nhà vận động nhân quyền Cô được biết đến với việc đại diện cho Nigeria trong các cuộc thi sắc đẹp quốc tế nhằm thu hút sự chú ý đến hoàn cảnh khó khăn của những người LGBTQI+ ở Châu Phi. Năm 2011, cô trở thành người phụ nữ chuyển giới của Nigeria đầu tiên công khai trên báo chí quốc tế trong cuộc thi sắc đẹp Hoa hậu Chuyển giới Quốc tế ở Pattaya, Thái Lan.
Vào ngày 19 tháng 7 năm 2014, cô đã đăng quang Super Sireyna Worldwide năm đầu tiên tại Manila, Philippines. Cô trở thành người phụ nữ chuyển giới da đen đầu tiên đăng quang trong một cuộc thi sắc đẹp quốc tế. Sau khi đăng quang cuộc thi Super Sireyna Worldwide, cô đã thành lập một tổ chức quản lý tin tức về người chuyển giới toàn cầu có tên là TransValid
Cô cũng là người lên tiếng chỉ trích luật 14 năm tù đối với những người thuộc LGBTQI+ ở Nigeria.

## Tiểu sử
Lớn lên, cô nổi tiếng khi nói rằng cô không bao giờ phù hợp với quan điểm tôn giáo và bảo thủ của Nigeria. Cô sống ở vùng nông thôn Nigeria khiến cô không biết về tình trạng bệnh tật của mình được gọi là chứng phiền muộn giới tính. Cô cho biết cảm giác thường xuyên muốn thể hiện mình là một người phụ nữ, điều này khiến cô cảm thấy lạc lõng, như thể có điều gì đó không hay xảy ra với cô.
Cô tìm đến Tôn giáo với hy vọng chữa khỏi bệnh, cầu trời cho cô trở thành phụ nữ khi trưởng thành. Chìm trong những tình huống khó xử về thân phận của mình, cô quyết định kết thúc cuộc đời mình, vì các mục sư trong nhà thờ. Cô chia sẽ rằng đã cố gắng tự tử hai lần và sống sót. Những nỗ lực tự sát khiến cô quyết tâm rời bỏ Nigeria đến một xã hội hiện đại hơn, cô chia sẽ "Tôi đã có ý định tìm đến một xã hội hiện đại hơn chỉ đến thành công cho lầm tự sát thứ ba".

### Bị bỏ tù ở Nigeria
Ở tuổi thiếu niên, cô đã bị nhốt trong phòng giam của Nigeria vì thể hiện giới tính nữ của mình. Việc bị cầm tù đã khuyến khích cô rời khỏi Nigeria.

### Cuộc sống mới tại Anh Quốc
Cô rời Nigeria vào năm 2004 để định cư tại Vương quốc Anh. Sau đó, cô ấy có một góc nhìn rộng hơn về chứng phiền muộn giới tính của mình. Cô bắt đầu gặp các bác sĩ đã giúp cô vượt qua hành trình trở thành phụ nữ. Cô cho biết cuộc sống mới của cô ở Vương quốc Anh giống như thiên đường trên Trái đất vì giờ đây cô sống như con người thật của mình.
Cô đã đi hát tại Madam Jojo's Kitsch Cabaret ở Soho, West End of London. Cô đã biểu diễn ở đó trong suốt 10 năm cho đến tháng 11 năm 2014 khi địa điểm này đóng cửa.
Cô đã viết và đồng sản xuất một số bài hát với Scott Houzet trong sự nghiệp âm nhạc đầu tiên của mình.

### Người mẫu thời trang
Cô đã xuất hiện trên nhiều sàn diễn catwalk ở London và hơn thế nữa. Cô đã làm người mẫu cho Ziad Ghanem tại Tuần lễ thời trang London trong 4 mùa thời trang.
Cô cũng đã tham gia Alternative Fashion hơn 5 năm và từng cho ra mắt các thiết kế thời trang cao cấp của mình.

### Giáo dục
Miss Sahhara tốt nghiệp thạc sĩ về truyền thông kỹ thuật số tại Đại học London Metropolitan. Cô ấy tuyên bố trên các trang mạng xã hội của mình rằng cô ấy muốn nâng cao trình độ học vấn về giới tính và tình dục trong tương lai.

## Cuộc thi sắc đẹp
Sự nghiệp thi hoa hậu của cô bắt đầu khi cô chuyển đến London, Anh vào năm 2004. Cô cho biết tình yêu của cô với các cuộc thi sắc đẹp và sàn catwalk tiếp tục lớn mạnh từ khi cô còn là một đứa trẻ. Cô từng "nhón gót", vì không được phép đi giày cao gót ở Nigeria. 
Năm 2011, cô là thí sinh tại cuộc thi sắc đẹp Hoa hậu Chuyển giới Quốc tế, đại diện cho Nigeria. Trong cuộc thi, cô come out với truyền thông thế giới với tư cách là một phụ nữ chuyển giới Nigeria đầy kiêu hãnh đấu tranh cho sự chấp nhận và bình đẳng cho cộng đồng LGBTQI+ ở Châu Phi.
Năm 2014, cô đã giành được danh hiệu quốc tế đầu tiên của mình, Eat Bulaga! Của Super Sireyna Worldwide 2014 tại Manila, Philippines. Cuộc thi là một cuộc thi sắc đẹp dành cho người chuyển giới có uy tín, diễn ra trên chương trình truyền hình vào giờ trưa dài nhất trên thế giới, Eat Bulaga!
Cô là người sáng lập Hoa hậu Chuyển giới Toàn cầu, một cuộc thi sắc đẹp cho người chuyển giới nữ, bắt đầu vào năm 2020 nhằm nâng cao nhận thức về hoàn cảnh của những người LGBTIQ trên toàn thế giới. Ấn bản đầu tiên của cuộc thi diễn ra vào ngày 12 tháng 9 năm 2020.

## Thành tích sắc đẹp
| Cuộc thi                                   | Năm  | Kết quả | Quốc gia    |
| ------------------------------------------ | ---- | ------- | ----------- |
| Super Sireyna Worldwide                    | 2014 | Hoa hậu | Philippines |
| Hoa hậu Chuyển giới Quốc tế                | 2011 | Á hậu 1 | Thái Lan    |
| Vogue: International Diva throwing a strop | 2009 | Hoa hậu | Anh Quốc    |
| Miss Exilio                                | 2005 | Hoa hậu | Anh Quốc    |
| Andrew Logan's Alternative Miss World      |      | Á hậu 1 | Anh Quốc    |

## Công tác từ thiện và vận động
Miss SaHHara bắt đầu một dự án nâng cao nhận thức toàn cầu cho cộng đồng người chuyển giới có tên là TransValid vào năm 2014. Tổ chức này đã khởi động với chiến dịch #IamValid và #YouAreValid, nơi các cá nhân chuyển giới tự làm video tuyên bố ủng hộ cộng đồng người chuyển giới. Theo tuyên bố sứ mệnh của tổ chức, họ hy vọng sẽ 'giải quyết những quan niệm sai lầm, nỗi sợ hãi và sự căm ghét của người chuyển giới trên toàn thế giới. Thông qua TransValid, cô ấy hy vọng sẽ giáo dục mọi người nhiều hơn về các vấn đề chuyển giới bằng cách sử dụng các phương tiện truyền thông và diễn đàn công cộng khác nhau'.
Vào tháng 8 năm 2015, Miss SaHHara đã sản xuất một bộ phim ngắn cho TransValid có tựa đề Cái giá chết người của bệnh Transphobia ở Brazil, Video nêu bật sự khó khăn và nguy hiểm khi sống ở Brazil với tư cách là một phụ nữ chuyển giới.
Ngày 31 tháng 3 năm 2016 (ngày quốc tế chuyển giới), cô đã hợp tác với Aleika Barros, Hoa hậu Chuyển giới 2015 và các nữ hoàng sắc đẹp chuyển giới khác để nâng cao nhận thức cho cộng đồng người chuyển giới trên toàn thế giới thông qua một chiến dịch có tên Tôi là người chuyển giới và tôi có quyền sống.